# Chamaecrista apoucouita
Espèce
Synonymes
Selon Tropicos (31 août 2024)
- Cassia apoucouita Aubl. - Basionyme
- Cassia acuminata Willd.
- Cassia ramiflora Vogel
- Cassia solimoesensis H.S. Irwin

Selon GBIF (31 août 2024)
- Cassia acuminata Willd.
- Cassia apoucouita Aubl. - Basionyme
- Cassia solimoesensis H.S.Irwin

Chamaecrista apoucouita est une espèce de plantes à fleurs de la famille des Fabaceae. C'est un arbre présent en Amérique du Sud.

## Description
Chamaecrista apoucouita est un arbre de 10(–30) m de haut, à tronc tronc irrégulièrement cannelé et sillonné.
Les feuilles sont 2-4-jugées, avec des folioles subsessiles, le rachis quelque peu ailé, avec des glandes subcylindriques, ressemblant à celle du genre Inga.
Les fruits groupés par 2, sont axillaires sur les branches plus âgées, le pédoncule épaissi, long de 0,3-0,8 cm.
Les pédicelles de fructification sont longs de 2-2,5 cm, pour environ 0,15 cm d'épaisseur.
La gousse est clavée, plate, mesurant 13 x 1,5-2,1 x 0,2 cm, obscurément nervurée transversalement, à base se rétrécissant en stipe de 0,3 cm de long, l'apex obliquement acuminé sur env. 0,9 cm, les sutures proéminentes, de 0,2 cm d'épaisseur, pour environ 0,06 cm de largeur.
On compte environ 7 graines, jusqu'à 1,2 × 0,9 × 0,25 cm, lisses, apex brièvement acuminé.

En 1952, Lemée en propose la description suivante de Chamaecrista apoucouita :

« C. apoucouita Aubl. (C. ramiflora Vog.). Arbre petit ou parfois assez frand, à écorce noirâtre ; feuilles à rachis bordé, avec 1 glande entre chaque paire de folioles, celles-ci en 2-3 paires, pétiolulées ovales ou oblongues acuminées luisantes en dessus ; grappes axillaires, bractées petites caduques finement tomenteuses-roussâtres ainsi que les calices en dehors, fleurs jaunes, toutes les étamines dressées, courtes; gousse plane acuminée oblique aux 2 extrémités, longue de 0,10,0,20 sur 15-28 mm., valves coriaces réticulées ouvrant élastiquement, graines orbiculaires comprimées. - Sinnamary, Gourdonville. »

— Albert Lemée, 19523.

## Répartition
Chamaecrista apoucouita est présent de la Colombie à l'Argentine, en passant par le Venezuela, le Guyana, le Suriname, la Guyane, le Pérou, et le Brésil.

## Écologie
Chamaecrista apoucouita est rare, dans les forêts riveraines, sur les pentes boisées des Guyanes.
Ses nectaires extrafloraux ont été décrits.

## Protologue

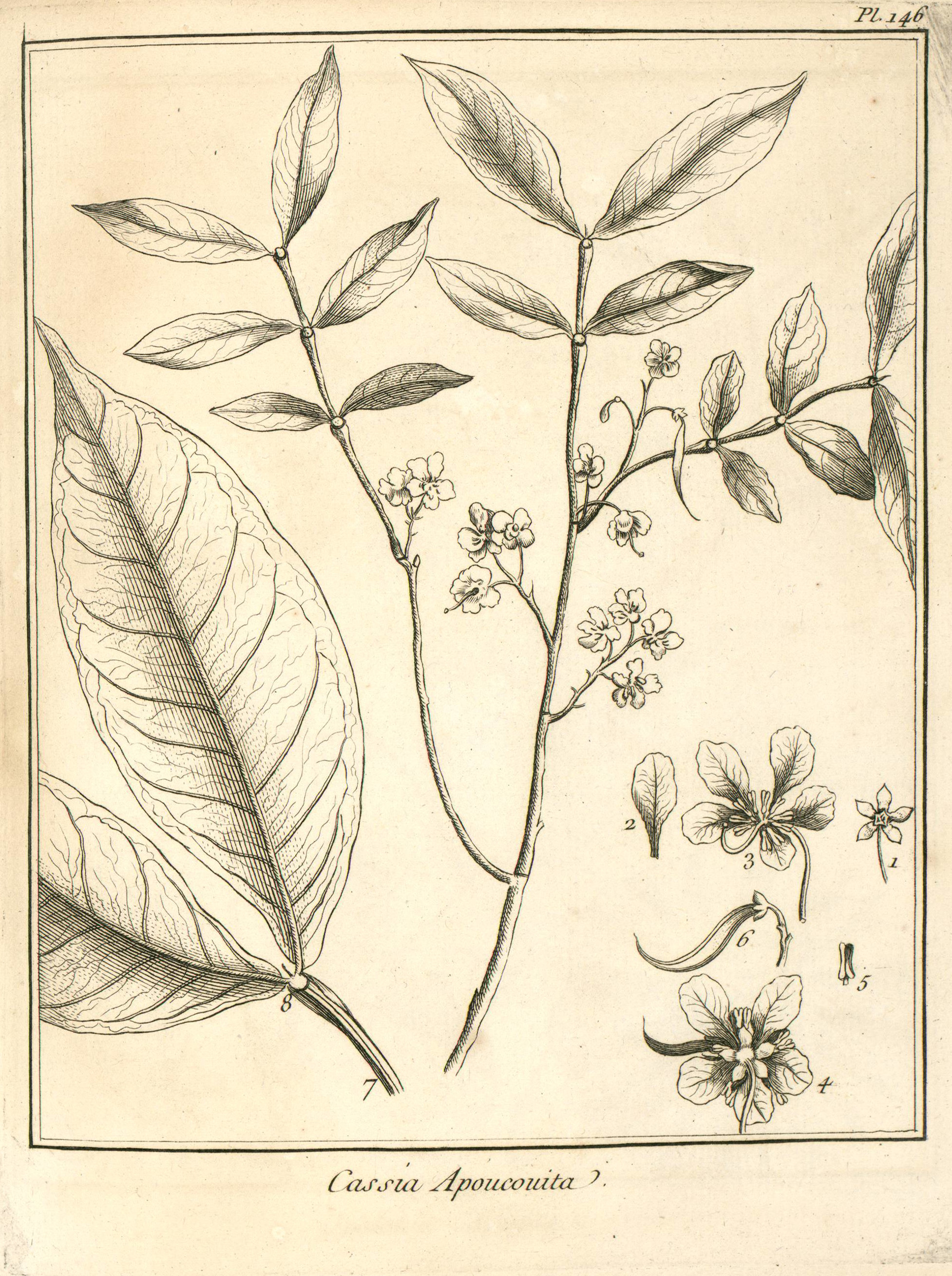
Chamaecrista apoucouita par Aublet (1775) 1. Calice. - 2. Pétale. - 3. Fleur vue en deſſus. - 4. Fleur vue en deſſous. - 5. Étamine. - 6. Piſtil. - 7. Portion de feuille de grandeur naturelle. - 8. Glande qui eſt entre chaque paire de folioles.

En 1775, le botaniste Aublet a décrit Chamaecrista apoucouita sous le nom de Icica heptaphylla, et en a proposé le protologue suivant : 

« 1. CASSIA (Apoucouita) arboreſcens, foliis amplis, bi & tri-jugatis. (Tabula 146.)
Arbor trunco octo-pedali, ad ſummitatem ramoſo ; ramis hinc & indè ſparſis. Folia alterna, pinnata, bi aut tri-jugata. Foliolis ſuperioribus majoribus, ſeſſilibus, ovato-oblongis, acuminatis, glabris, integerrimis, coſtæ ſubalatæ innaſcentibus. Glandula intrà ſingulum par foliolorum. Stipulæ binæ, deciduæ, ad baſim coſtæ folioſæ. Flores corymboſi axillares, ſuprà truncum, & ramos. Corolla flava, petala venis rubris variegata.
Florebat Novembri.
Habitat ad ripam fluvii Sinémarienſis.
Nomem Caribæum APOUCOUITA.

LE CANéFICIER Apoucouita. (PLANCHE 146.)
Cet arbre eſt fort grand. Son tronc a ſept à huit pouces & diamètre, & commence a ſept ou huit pieds de hauteur à ſe garnir de branches. Son écorce eſt liſſe, brune ; ſon bois eſt blanc & dur, ſes branches ſont chargées de RAMEAUx qui ſe répandent en tous ſens. Ses rameaux portent des feuilles alternes & ailées par deux ou trois paires de folioles oppoſées, attachées à une côte longue de trois pouces. Cette côte porte à ſa baſe deux petites stipules qui tombent. Elle eſt bordée d'un petit feuillet, & entre chaque paire de folioles il y a un petit corps glanduleux. Elle eſt terminée par une pointe. 
Les folioles ſont ſeſſiles, vertes, liſſes, ovales, pointues ; celles de la dernière paire ont quatre pouces de longueur, ſur un & demi & plus de largeur. 
Les fleurs ramaſſées par petits bouquets naiſſent ſur le tronc, ſur les branches, les rameaux, & à l'aiſſelle des feuilles. 
Le calice eſt d'une ſeule pièce, diviſé profondément en cinq parties arrondies. 
La corolle eſt à cinq pétales veines, jaunes, larges, de grandeur inégale ; ils ſont attachés au calice par un petit onglet entre ſes diviſions, & dans la fleur ouverte ils s'épanouiſſent en roſe. 
Les étamines ſont au nombre de dix, rangées au deſſous de l'inſertion des pétales. Leur filet eſt très court. Les anthères ſont longues, groſſes, vertes, & à deux bourſes ſéparées par un ſillon. 
Le piſtil eſt un ovaire long, applati, ſurmonté d'un style courbe, terminé par un stigmate obtus. Je n'ai pas pu obſerver le fruit dans ſa maturité. 
Ce Caneficier eſt appellé APOUCOUITA par les Galibis. J'ai vu pluſieurs de ces arbres en fleur ſur les bords de la rivière Sinémari, à quarante lieues de la mer ou tombe cette rivière. »

— Fusée-Aublet, 1775.